# Dídac Cuevas Simarro
Dídac Cuevas Simarro   (Barcelona, 20 de juny de 2000) és un jugador de bàsquet català. Amb 1,78 metres d'alçària juga en la posició de base.

## Carrera esportiva
Es va formar a les categories inferiors del Club Joventut Badalona, arribant el 2016, sota les ordres de Daniel Miret, a l'equip júnior del club. El 2017, encara en edat júnior, va jugar al CB Arenys de la lliga EBA, equip vinculat al Joventut, on va aconseguir una mitjana de 9,4 punts, 3,2 rebots i 1,8 assistències en menys de 20 minuts per partit. La temporada 2018-19 la comença cedit al Bodegas Rioja Vega de LEB Plata. En el mes novembre de 2018, després de la lesió del base lituà del CB Prat Arturs Zagars, el jove base és repescat per la Penya per ser cedit al filial del Joventut de LEB Or, tornant a treballar així amb Dani Miret.

### Selecció nacional
Ha estat internacional a les categories inferiors de la selecció espanyola, sent Campió d'Europa sub16 a Polònia el 2016 i Plata amb la sub18 a Bratislava el 2017.